# Magdalena Treblińska
Magdalena Treblińska, z domu Finkiel (ur. 30 października 1902 w Warszawie, zm. 1994) – polska działaczka komunistyczna i partyjna, kapitan Ludowego Wojska Polskiego, od lutego do grudnia 1945 I sekretarz Komitetu Wojewódzkiego Polskiej Partii Robotniczej w Warszawie, posłanka do Krajowej Rady Narodowej.

## Życiorys
Pochodziła z rodziny żydowskiej. Działała w Związku Komunistycznej Młodzieży w Polsce. Od 1920 należała do Komunistycznej Partii Polski, pełniła w niej m.in. funkcję II sekretarza Komitetu Wojewódzkiego w Warszawie. W 1923 ukończyła w Warszawie gimnazjum, następnie przez rok studiowała na Wydziale Humanistycznym Uniwersytetu Warszawskiego, z którego relegowano ją za działalność polityczną. Dwukrotnie skazywana za aktywność w grupach komunistycznych – w 1924 na trzy lata więzienia, a w 1935 na 10 lat więzienia. We wrześniu 1939 zwolniona z więzienia w Tarnowie, przeniosła się do Lwowa, gdzie pracowała jako kierownik działu korespondentów w dzienniku „Czerwony Sztandar”. W 1941 ewakuowana na Ural do obwodu swierdłowskiego, gdzie pracowała w stołówce górniczej.
Od 1943 działała w Związku Patriotów Polskich, w grudniu 1943 skierowana do tworzącego się Ludowego Wojska w ramach 1 Warszawskiej Dywizji Piechoty im. Tadeusza Kościuszki. Została lektorem Brygady Pancernej im. Westerplatte, a następnie 5 Brygady Artylerii Ciężkiej i wreszcie Zastępcy Szefa Wydziału Polityczno-Wychowawczego 4 Pomorskiej Dywizji Piechoty im. Jana Kilińskiego. Awansowała do stopnia kapitana.
Od 1944 członek Polskiej Partii Robotniczej, została jedną z najbliższych współpracowniczek Władysława Gomułki. W listopadzie 1944 została II sekretarzem, zaś od 6 lutego do 17 grudnia 1945 była I sekretarzem Komitetu Wojewódzkiego PPR w Warszawie. Utraciła stanowisko podczas wewnątrzpartyjnej rozprawy z „sekciarstwem” i wykrycia nieprawidłowości (m.in. samowolnego organizowania zbrojnych bojówek)). 3 maja 1945 zgłoszona do Krajowej Rady Narodowej przez PPR, zasiadała w niej do końca kadencji. Na początku 1946 została naczelnikiem wydziału w Ministerstwie Aprowizacji i Handlu. Od 1948 do 1952 była zastępcą kierownika Wydziału Kadr Komitetu Centralnego Polskiej Zjednoczonej Partii Robotniczej, następnie od 1953 do 1954 kierownikiem Inspekcji Kadr KC PZPR. Należała ponadto do Centralnej Komisji Kontroli Partyjnej. W grudniu 1983 wyróżniona Pamiątkowym Medalem z okazji 40 rocznicy powstania Krajowej Rady Narodowej.

## Odznaczenia
- Odznaka „Zasłużony Działacz Ruchu Spółdzielczego” (1959)[8]